# Freddy Grisales
Freddy Grisales, né le 22 septembre 1975 à Medellín (Colombie), est un footballeur colombien, qui évoluait au poste de milieu de terrain à l'Atlético Nacional, à San Lorenzo, à Colón, au Barcelona SC, à l'Independiente Medellín, à Independiente, à Envigado, à Junior et au Deportivo Pereira ainsi qu'en équipe de Colombie.
Pimentel marque six buts lors de ses quarante sélections avec l'équipe de Colombie entre 1999 et 2007. Il participe à la Copa América en 1999 et 2001 avec la Colombie.

## Palmarès

### En équipe nationale
- 40 sélections et 6 buts avec l'équipe de Colombie entre 1999 et 2007
- Vainqueur de la Copa América 2001

### Avec l'Atlético Nacional
- Vainqueur du Championnat de Colombie en 1999
- Vainqueur de la Copa Merconorte en 2000